# Kodeks Amiatyński

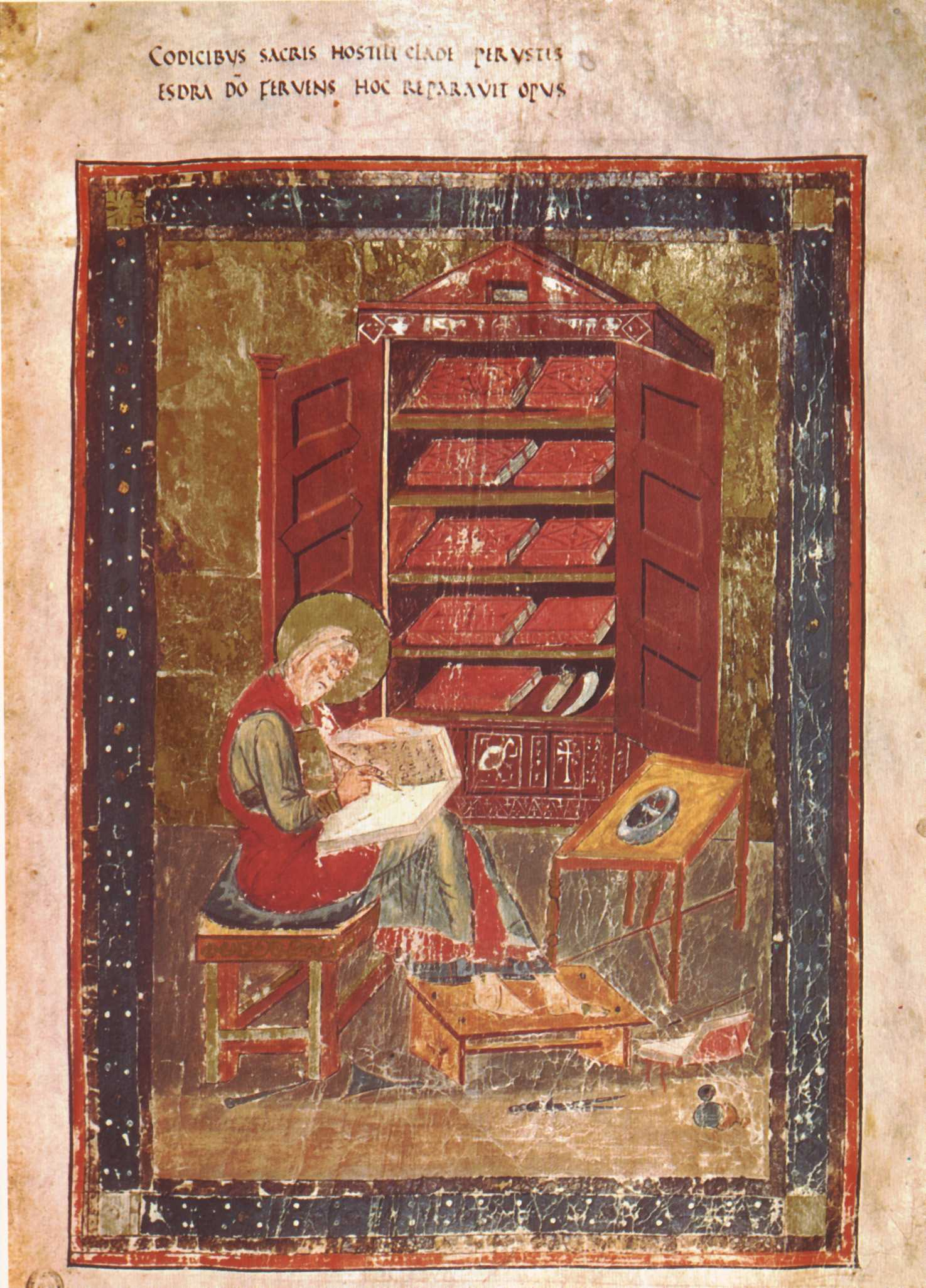
Portret Ezdrasza na folio 5 recto

Kodeks Amiatyński (łac. Codex Amiatinus) – rękopis Wulgaty, tj. łacińskiej Biblii, w przekładzie św. Hieronima, w wydaniach krytycznych oznaczany symbolem A (nadanym przez Wordswortha). Jest najwcześniejszym zachowanym rękopisem z pełnym tekstem Biblii. Datowany jest na początek VIII wieku i uchodzi za najdokładniejszą kopię tekstu Wulgaty. Już w wieku XIX oceniono, że jest najlepszym rękopisem tego przekładu, a jego tekst służy za podstawę dla wszelkich jej wydań. Nazwa Amiatinus pochodzi od góry Amiata w Toskanii.
Kodeks jest także pięknym przykładem średniowiecznej kaligrafii. Pomimo że ma niewiele ilustracji, uchodzi za jeden z najpiękniejszych rękopisów świata.
Kodeks powstał w dwóch klasztorach kierowanych przez opata Ceolfryda – Wearmouth i Jarrow, położonych w ówczesnej Nortumbrii, a skopiowany został z rękopisów przywiezionych z Włoch. Wkrótce potem znalazł się w klasztorze San Salvatore na górze Amiata w Toskanii, gdzie pozostał do 1786 roku, po czym przekazano go Bibliotece Laurenziana (Cat. Sala Studio 6, Amiatino 1) we Florencji, gdzie od tamtej pory jest przechowywany. W swojej historii rękopis kilkakrotnie był sprowadzany do Rzymu. W XX wieku odkryto siostrzane rękopisy kodeksu.

## Opis

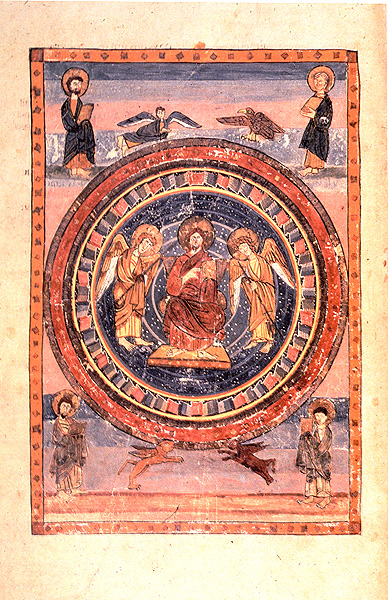
Chrystus Pantokrator, czterech Ewangelistów

Kodeks jest pokaźnych rozmiarów, stanowi go 1029 kart welinowych, pochodzących ze skór 258 cieląt. Karty mają wymiary 50,5 na 34 cm, grubość kodeksu wynosi 15 cm, zaś waga około 30 kg. Pergamin jest mocny, gładki, nawet w dzisiejszych czasach wygląda świeżo, pomimo swego wieku. Karty ułożone zostały w foliały złożone z czterech kart, czyli w formacie quarto, foliały ponumerowano cyframi arabskimi. Kodeks zachował się w bardzo dobrym stanie.
Tekst jest zapisany wielką, wyraźną, regularną i piękną uncjałą, w dwóch kolumnach na stronie; kolumny liczą 43 bądź 44 wiersze. Pismo jest dokładne i staranne, litery są grube i zdradzają iryjski styl. Pierwsza linijka tekstu na początku każdej księgi jest w kolorze czerwonym. Zidentyfikowano siedmiu skrybów pracujących nad kodeksem (wraz z ilustracjami).
Kodeks zawiera ilustracje jedynie w pierwszym foliale oraz na początku Nowego Testamentu. Strona 1 verso zawiera dedykację, na folio 2 recto oraz 3 verso znajduje się ilustracja przedstawiająca namiot przymierza, wykonany według wskazówek Mojżesza. Na folio 4 recto zamieszczono Prolog wyjaśniający, dlaczego Biblia została podzielona na siedemdziesiąt ksiąg, 4 verso zawiera spis treści. Na folio 5 recto znajduje się ilustracja przedstawiająca Ezdrasza. Strona 6 recto zawiera podział ksiąg według Hieronima, 7 recto według Hilarego, a 8 recto według Augustyna. Na 7 verso zamieszczono diagram z tekstami odnoszącymi się do Pentateuchu. Strony 1 recto, 2 recto, 3 verso, 5 verso, 6 verso, oraz 8 verso są puste.
Księga Psalmów podzielona została na pięć ksiąg i w ten sposób liczba ksiąg Starego Testamentu wynosi 48. Przed każdą księgą biblijną znajduje się spis treści (Tabula Capitulorum) oraz Argumentum (inaczej superscriptio – krótkie wyjaśnienie o adresatach, autorze oraz miejscu powstania księgi), na końcu księgi znajduje się subscriptio. Ponadto zawiera Prolegomenę do czterech Ewangelii oraz Epistula Hieronymi ad Damasum (List Hieronima do Damazego).
Pomiędzy wyrazami są niewielkie odstępy, tekst jest właściwie ciągły. Tekst podzielony jest na sekcje, które w Ewangeliach odpowiadają Sekcjom Ammoniusza. Nie ma interpunkcji, ale wprawiony czytelnik znajduje sens dzięki kolometrii. Ten styl pisania, jak się sądzi, został zapożyczony z zaginionego Codex Grandior Kasjodora. Ilustracje z pierwszego foliału również zostały skopiowane z tego kodeksu.
Pod względem paleograficznym kształty liter są podobne do fragmentów Ewangelii Łukasza z Durham oraz do Psałterza z Utrechtu. Nomina sacra są regularnie pisane w formie skróconej, są to: ds (dla Deus), dns (Dominus), ihs (Iesus), xps (Christus), sps (Spiritus), scs (sanctus). Skróty te odmieniane są przez deklinacje. Czasem stosowany jest skrót isrl, który zazwyczaj oddawany jest w pełnej formie "Israhel" (nigdy Israel), oraz ff dla "fratres".

## Tekst

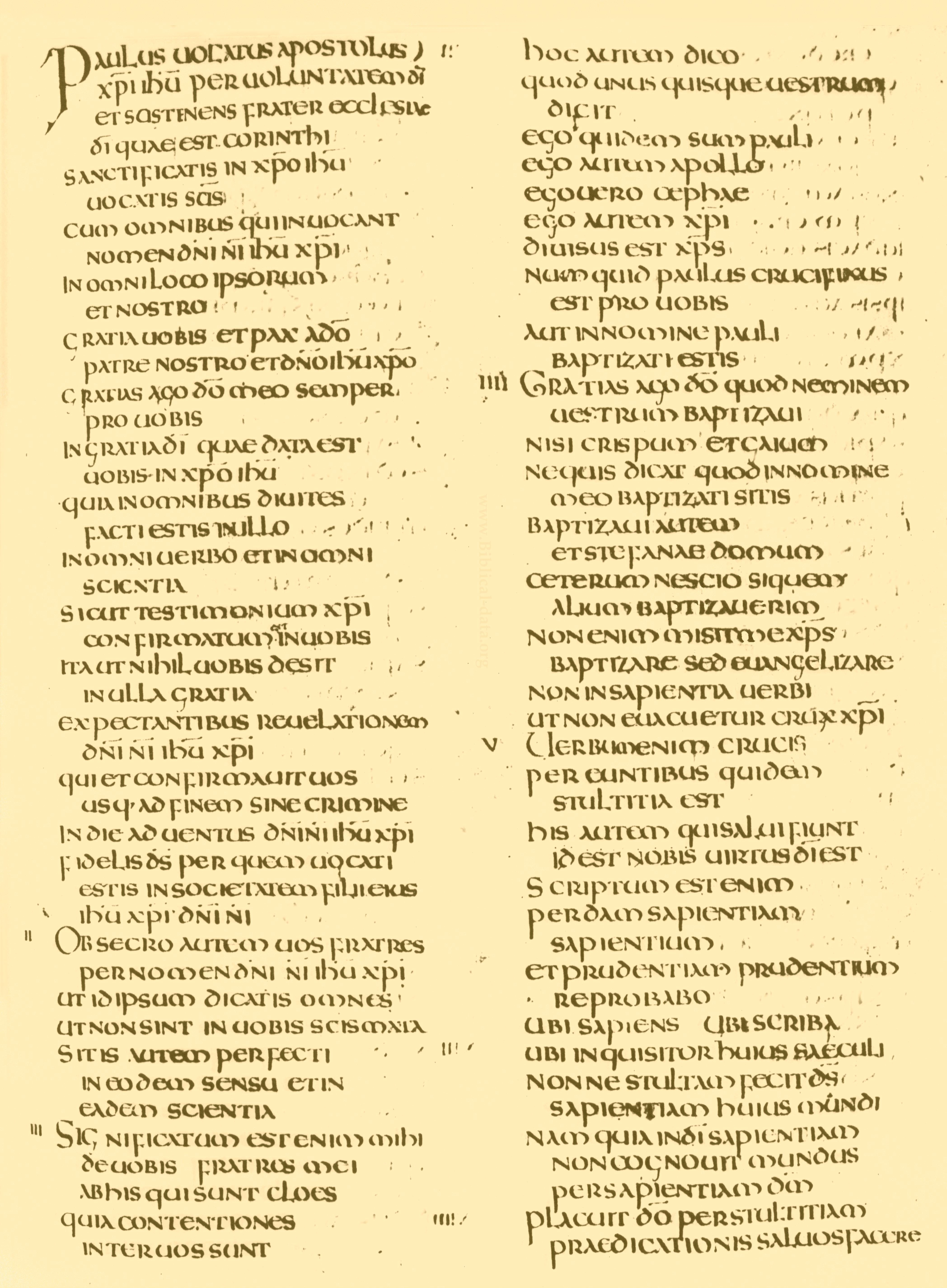
Folio 950 recto, z tekstem 1 Kor. 1,1-21

Tekst kodeksu reprezentuje włoski typ Wulgaty i skopiowany został z rękopisów sprowadzonych z Włoch. Zawiera jednak nieco anglosaskich i iryjskich naleciałości, co wynika z miejsca powstania manuskryptu. Tekst jest nierówny, ponieważ przepisany został z różnych rękopisów, o różnej wartości tekstualnej. Najsłabszy jest w Psałterzu, gdzie reprezentuje iryjski typ tekstu, słaby jest również w Dziejach Apostolskich, a zwłaszcza w Księdze Tobiasza, w Ewangeliach reprezentuje tekst neapolitański i jest jednym z najlepszych, w Listach powszechnych posiada nieco lokalnych naleciałości. W większości biblijnych ksiąg tekst jest dobry, przepisany został z włoskich rękopisów i jest wysoko oceniany przez krytyków tekstu i uchodzi za najlepszy rękopis Wulgaty. Zawiera tekst Pericope adulterae (J 7,53-8,1), którego nie mają najwyżej cenione rękopisy greckie.
Tekst jest bardzo bliski do Kodeksu Lindisfarnensis, zawierającego cztery Ewangelie. Sugerowano więc, że oba mogły być przepisane z tego samego rękopisu. Tekst ten stoi też w bliskiej relacji do recenzji Kasjodora. Ten typ tekstu sięga więc połowy VI wieku, a jako miejsce jego powstania wskazywany jest Neapol.
Tekst wykazuje też nieco podobieństw do Kodeksu Fuldeńskiego, zawierającego niemal pełny tekst łacińskiej Biblii. Na szczególną uwagę zasługują zwłaszcza wspólne błędy obu kodeksów (patrz niżej).
Błędy wspólne dla Amiatinus i Fuldensis
Po prawej stronie klamry umieszczono warianty wspólne dla obu kodeksów
Mt 25,41 – a sinistris ] ad sinistris
Dz 13,8 – avertete proconsulem ] avertete proconsulem
Dz 13,10 – inimice omnis iustitiae ] inimice omni iustitiae
Dz 13,27 – per okmne sabbatum ] per okmnem sabbatum
Rz 13,11 – propior ] proprior
2 Kor 5,16 – ex hoc ] brak frazy
2 Kor 11,4 – accipitis ] accepitis
Ap 11,13 – -- ] moto
Przykłady innych wariantów tekstowych kodeksu
Pwt 11,32 – ponam ] proponam
Pwt 25,4 – terentis ] triturantis
Pwt 27,4 – erige ] elige
Pwt 28,11.53 – uteri ] ventris
Jz 11,17 – subter ] super
Jz 17,11 – viculis ] villulis
Ezdr 2,11 – sescenti ] septigenti
Ezdr 2,68 – dei ] domini
Koh 2,11 – convertissem ] fecerunt
Jr 48,5 – per ascensum ] in descensum
Mich 5,6 in terram nostram ] in monte nostro
Dz 13,17 – verbum Dei ] verbum Domini

## Historia kodeksu
Pod względem paleograficznym kodeks może być datowany nawet na wiek VI. Jednak odczytanie strony dedykacyjnej, powiązanie jej z konkretnymi postaciami historycznymi, a także odkrycie siostrzanych rękopisów wskazuje na początek VIII wieku. Kodeks powstał w benedyktyńskim podwójnym klasztorze Wearmouth-Jarrow w Nortumbrii i został zadedykowany „głowie Kościoła”. Został skopiowany z rękopisów przywiezionych z Włoch przez Teodora z Tarsu w 669 roku lub bp Benedykta (Ceolfryd był jego następcą).
Ceolfryd zamierzał podarować kodeks papieżowi Grzegorzowi II i z tą myślą w roku 716 udał się w długą podróż do Rzymu, zmarł jednak przed dotarciem na miejsce, w Langres. Kodeks trafił wkrótce do benedyktyńskiego klasztoru San Salvatore, na górze Amiata w Toskanii. Tutaj zmieniona została dedykacja Ceolfryda, prawdopodobnie by zatrzeć angielskie pochodzenie kodeksu.
Kodeks mógł oglądać Karol Wielki podczas odwiedzin klasztoru w 800 roku. W 1228 roku zmienili się właściciele manuskryptu, ponieważ klasztor przeszedł w ręce cystersów. Udokumentowana historia kodeksu zaczyna się w 1570 roku, kiedy generał cystersów zażądał, by wydania Biblii były korygowane w oparciu o Biblię Grzegorza Wielkiego (tj. kodeks Amiatinus). W 1587 roku Sykstus V wydał dekret, by kodeks był sprowadzony do Rzymu. Był jednym z rękopisów wykorzystanych podczas prac nad przygotowaniem Wulgaty sykstyńskiej. W 1590 wrócił do Amiaty. W 1786 roku, po zamknięciu klasztoru, przekazano go do Biblioteki Laurenziana. Po przybyciu do Florencji kodeks został poddany renowacji, w wyniku której karty w foliałach ułożone zostały w innym porządku. Zbadał go tu i opisał bibliotekarz Angelo Maria Bandini. Podczas II wojny światowej kodeks został wywieziony z Florencji.
W 1834 roku Ferdinand Florens Fleck oraz dwaj jego przyjaciele skolacjonowali tekst kodeksu w oparciu o tekst Wulgaty klementyńskiej. Rezultat tej pracy Fleck wydał w 1840 roku. Warianty kodeksu umieszczono w przypisach dolnych, wydanie zawierało błędy i było nie zadowalające pod względem krytycznym. Tischendorf w 1843 oraz Tregelles w 1846 na nowo skolacjonowali tekst Nowego Testamentu rękopisu. Tischendorf porównał swój odczyt rękopisu z odczytem Tregellesa i po sprawdzeniu kodeksu we wszystkich tych miejscach, w których Tischendorf różnił się z Tregellesem, opublikował jego tekst w 1850 roku, a następnie w 1854 po zauważeniu i poprawieniu kolejnych błędów. W 1887 roku H.J. White ponownie skolacjonował tekst Nowego Testamentu rękopisu i uczynił go podstawą dla oksfordzkiego wydania Wulgaty, które przygotował wraz z Johnem Wordsworthem (vgWW).

## Historia badań

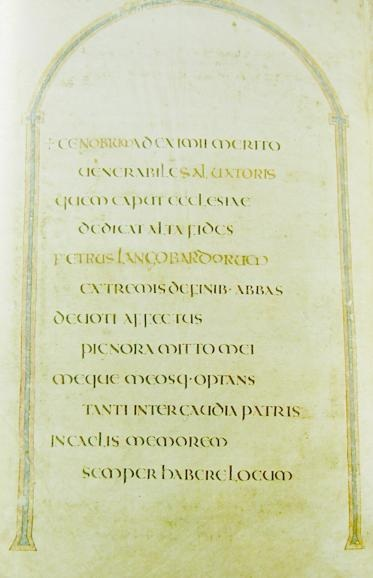
Strona dedykacyjna, linijki 1., 2. i 5. były alterowane

### Odczyt strony dedykacyjnej
Na pierwszej karcie kodeksu znajduje się dedykacja:
CENOBIVM AD EXIMINI MERITO
VENERABILE SALVATORIS
QVEM CAPVT ECCLESIAE
DEDICAT ALTA FIDES
PETRVS LANGOBARDORVM
EXTREMIS DE FINIB. ABBAS
DEVOTI AFFECTVS
PIGNORA MITTO MEI
MEQVE MEOSQ. OPTANS
TANTI INTER GAVDIA PATRIS
IN CAELIS MEMOREM
SEMPER HABERE LOCVM
Inskrypcja na stronie dedykacyjnej sugeruje, że kodeks został podarowany przez Piotra z Lombardii i dlatego przez długi czas uważano, że kodeks powstał we Włoszech. W 1791 roku Bandini sugerował, że rękopis sporządził Servandus, który odwiedził klasztor benedyktynów na Monte Cassino w 541 roku. Bandini swoje przypuszczenie oparł na greckiej nocie umieszczonej na początku księgi Kapłańskiej ΟΚΥΡΙΣ ΣΕΡΒΑΝΔΟΣ ΑΙΠΟΙΗΣΕΝ (ο κυριος Σερβανδος εποιησεν). Powołał się też na tradycję przekazaną przez Ughelli w 1631 roku, iż kodeks miał sporządzić sam Grzegorz Wielki. Tradycja taka łatwo mogłaby powstać – argumentował Bandini – gdyby kodeks został podarowany przez Servandusa Grzegorzowi w 590 roku, po jego wyborze na papieża. Bandini zwrócił uwagę na to, że pierwsza oraz druga linijka ze strony dedykacyjnej zostały częściowo, a piąta linijka nawet w całości starta i zapisane na nowo. Bandini usiłował odtworzyć oryginalny zapis i zaproponował następujący odczyt dwóch pierwszych linijek dedykacji:
CVLMEN AD EXIMII MERITO
VENERABILE PETRI
„Venerabilis Petrus” odniósł do św. Piotra z Rzymu, co koresponduje z „caput ecclesiae” z następnej linijki. Piątą linijkę zamiast „Petrus Langobardorum” Bandini odczytał jako „Servandus Latii”, aby uzgodnić z Servandusem wspomnianym na początku księgi Leviticus. W wyniku tego odczytu dedykacja uzyskała charakter poprawnego heksametru.
Tischendorf zaakceptował odczyt strony dedykacyjnej w wersji zaproponowanej przez Bandiniego. Sądził, że „extremis de finibus abbas” (opat z końca świata) określa odległość pomiędzy Rzymem a klasztorem, w którym powstał kodeks.
Karl Hamann, w 1873 roku, podał w wątpliwość by Servandus był skrybą, także miejsce inskrypcji – początek księgi – Leviticus jest dziwne i nietypowe dla autora kodeksu. Hamann datował kodeks na VIII wiek, a nie jak dotychczas na VI wiek. Z kolei Lagarde uważał, że kodeks powstał w IX wieku w Reichenau.
Giovanni Battista de Rossi, w 1886 roku, zaproponował nowy odczyt piątej linijki na stronie dedykacyjnej – CEOLFRIDUS BRITONUM i zasugerował, że kodeks powstał w Nortumbrii. W tej sytuacji wyrażenie „extremis de finibus abbas” z szóstej linijki stało się stosowne. G.F. Browne, w 1887 roku, zaproponował by zamiast BRITONUM czytać ANGLORUM. Samuel Berger poparł ten odczyt. Fenton Hort wskazał, że Ceolfryd wielokrotnie podróżował do Rzymu. Hort pierwszą linijkę strony dedykacyjnej odczytywał następująco:
CORPUS AD EXIMII MERITO

### Codex Grandior
Peter Corssen wskazał na związek pomiędzy pierwszym foliałem kodeksu a Kasjodorem – trzy listy ksiąg biblijnych, wymienionych przez Kasjodora w Institutiones (I, 14). Porównał też Amiatinus z opisanym przez Kasjodora kodeksem Grandior. Corssen zauważył też, że w Amiatinus zastosowano trzecią listę ksiąg biblijnych, którą miał też stosować Codex Grandior. Ilustracje są dosyć zgodne z opisem ilustracji Grandior, jaki sporządził Beda, Prolog Amiatinus jest niemal identyczny z Institutiones. Sugerowano nawet, że pierwszy foliał został wzięty z kodeksu Grandior.
Corssen zwrócił uwagę na dzieło Bedy Historiam abbatum monasterii huius (7,15.8) oraz anonimowe dzieło Vita Ceolfridi (11, 16, 19, 25). Wynika z nich, że trzy kopie pełnej Biblii (pandectus) zamówione zostały przez Ceolfryda w 682 roku. Z tą też datą ustanowiony został podwójny klasztor w Wearmouth-Jarrow. Klasztor otrzymał ziemię, na której hodowano 2000 sztuk bydła, co zapewniało stałą dostawę skór cielęcych na potrzeby produkcji pergaminu. Tutaj przygotowano trzy kopie pełnej łacińskiej Biblii w jednym tomie (tzw. pandectus). Amiatinus był jedną z trzech kopii. Ceolfryd zamierzał podarować kodeks papieżowi Grzegorzowi II i z tą myślą w roku 716 udał się w długą podróż, zmarł jednak zanim dotarł do Rzymu. Kodeks dotarł wkrótce do klasztoru San Salvatore, na górze Amiata w Toskanii, gdzie pozostał aż do 1786 roku.
Wielokrotnie wskazywano, że kodeks nosi ślady ingerencji ze strony uczonego. Paul Meyvaert zauważył związek pomiędzy wyeksponowaniem Ezdrasza w pierwszym foliale a Bedą Czcigodnym. Pod ilustracją znajduje się wyjaśnienie, że Ezdrasz uratował księgi święte po ich zniszczeniu przez wrogów. Pogląd ten wielokrotnie przewija się w dziełach Bedy i to dowodzi, że kodeks powstawał pod kierunkiem Bedy.
W 1987 roku Karen Corsano zwróciła uwagę na szczegół, który umknął uwadze dotychczasowych badaczy – Grandior miał zawierać ilustrację świątyni, podczas gdy Amiatinus przedstawia namiot przymierza i tym samym mógł służyć co najwyżej za inspirację.

### Dalsze odkrycia

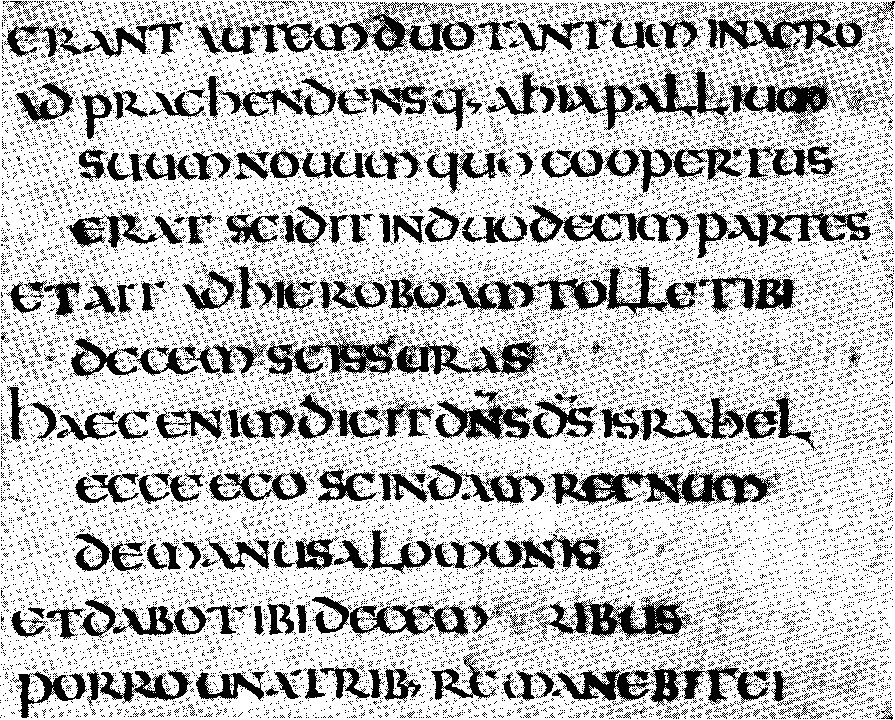
BL Add. Ms. 37777 – siostrzany kodeks

Jakkolwiek po publikacjach Horta i Corssena „angielskie” pochodzenie kodeksu było już przesądzone, w XX wieku przyszły kolejne odkrycia. W 1882 roku W. Greenwell znalazł w Newcastle upon Tyne pojedynczą kartę łacińskiej Biblii z tekstem pochodzącym z 3 Krl 11,29-12,18. C.H. Turner zidentyfikował ją jako siostrzany rękopis dla Amiatinus. Stosuje ten sam podział tekstu, ma taką samą liczbę linii oraz kształt uncjały. Greenwell podarował ją British Museum (obecnie British Library), gdzie jest przechowywana pod numerem Add. Ms. 37777. Publikacja fragmentu w 1909 roku – przez Turnera – umożliwiła kolejne odkrycie, rozpoznano jedenaście innych kart pochodzących z tego samego kodeksu. Zawierają one tekst Księgi Syracha 35-37 i przechowywane są dziś w British Library pod numerem Add. Ms. 45025. Kodeks ten aż do XVI wieku znajdował się w katedrze w Worcester, później trafił w prywatne ręce, w hrabstwie Nottinghamshire i wtedy uległ poważnym uszkodzeniom. W 1981 roku w innym miejscu odkryto jeszcze jedną kartę tego rękopisu, przechowywana jest w British Library pod numerem Loan 81. Partie te mają też swoje nazwy: Greenwell Leaf, Middleton Leaves, Bankes Leaf. Po trzecim kodeksie wszelki ślad zaginął.
Do czasów tego odkrycia uważano, że Amiatinus jest jedynym ocalałym spośród trzech wielkich kodeksów przygotowanych przez Ceolfryda w klasztorze Wearmouth-Jarrow. Fragmenty Add. 37777 oraz 45025 uznano za pochodzące z drugiego z owych trzech pandectorum. Zauważono też, że Codex Lindisfarnensis, zawierający cztery Ewangelie, jest siostrzanym rękopisem Amiatinus (w tekście Ewangelii), oba prawdopodobnie skopiowano z Grandior.

## Znaczenie

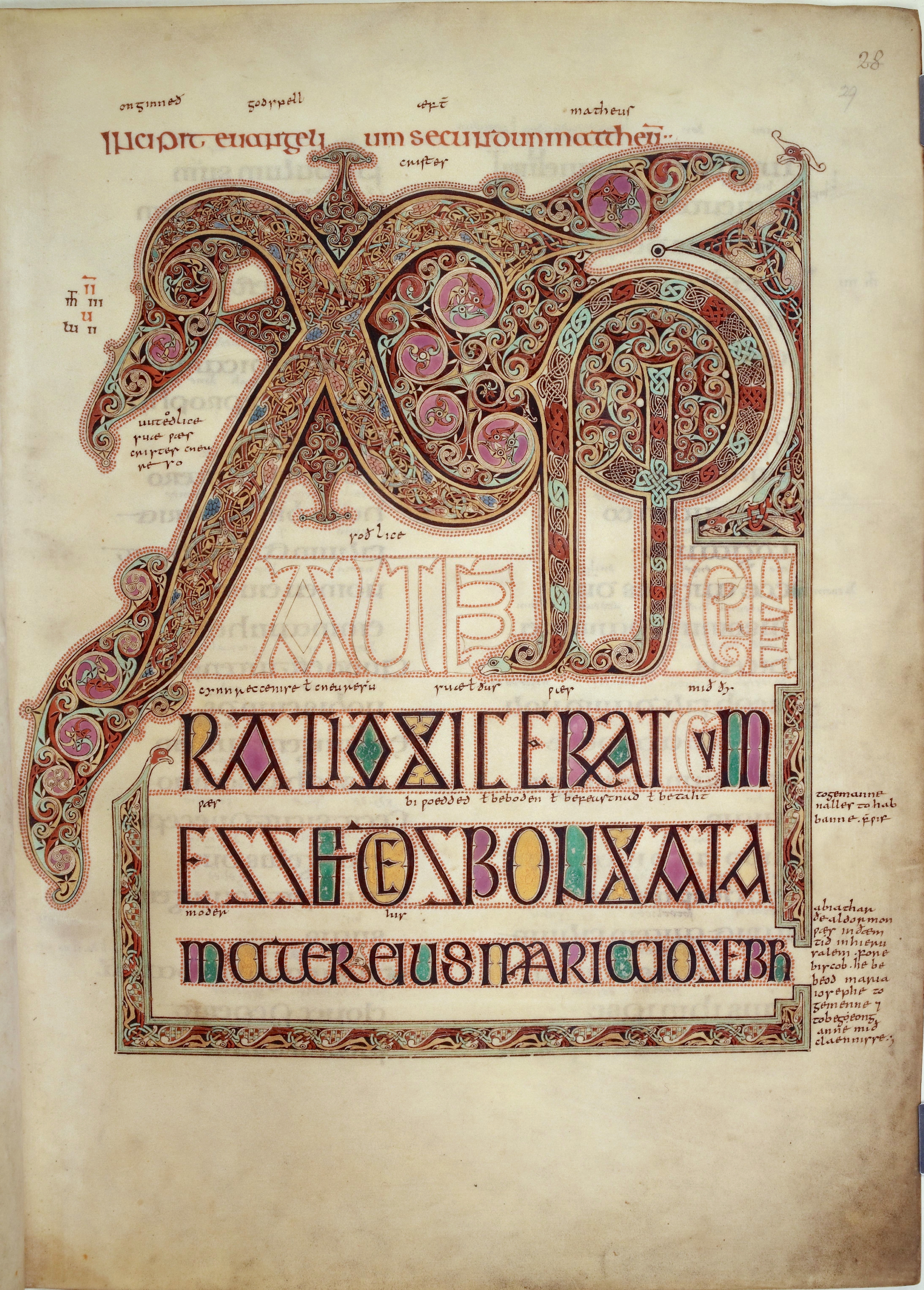
Codex Lindisfarnensis

Badania paleograficzne potwierdzają, iż kodeks powstał w VIII/IX wieku. Jest więc najstarszym rękopisem zawierającym pełny tekst Wulgaty, a także najstarszym rękopisem biblijnym z pełnym tekstem Starego i Nowego Testamentu. Już w wieku XIX oceniono, że jest najlepszym świadkiem tekstu Wulgaty.
Kodeks uchodzi za najlepszy istniejący rękopis Wulgaty i stanowi podstawę dla jej nowożytnych wydań krytycznych. Wydana przez Niemieckie Towarzystwo Biblijne Vulgata Stuttgartiana opiera się głównie na Kodeksie Amiatinus. 
Henry Julian White nazwał Kodeks najpiękniejszą książką na świecie. Obecnie badacze są zgodni, że jest to jedna z najpiękniejszych książek świata, a o to miano rywalizuje z Księgą z Kells oraz Codex Lindisfarnensis, które to kodeksy mają więcej ilustracji.